# Förderbrücke

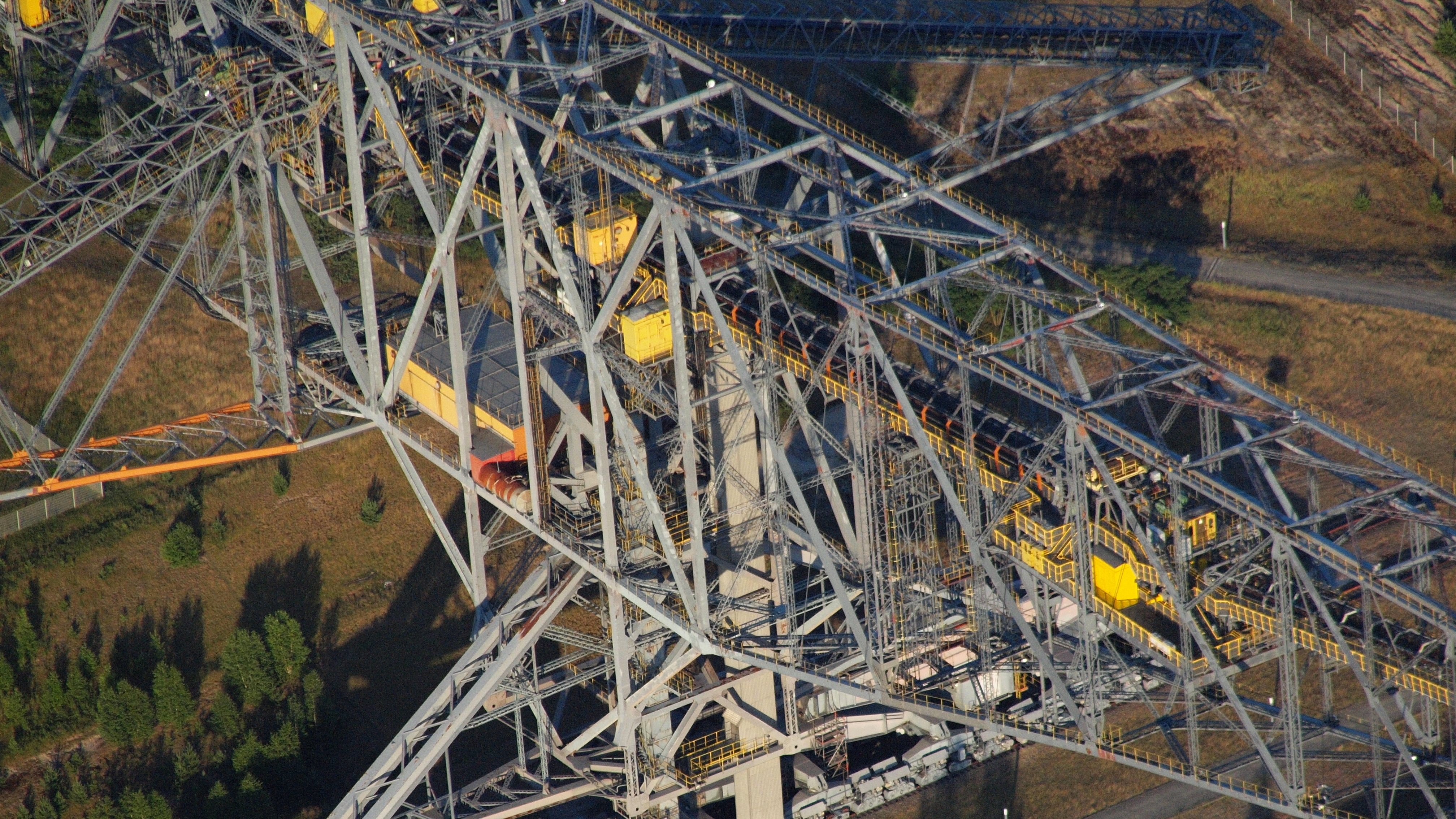
Lichterfeld, F60, Detailansicht, Luftaufnahme (2015)

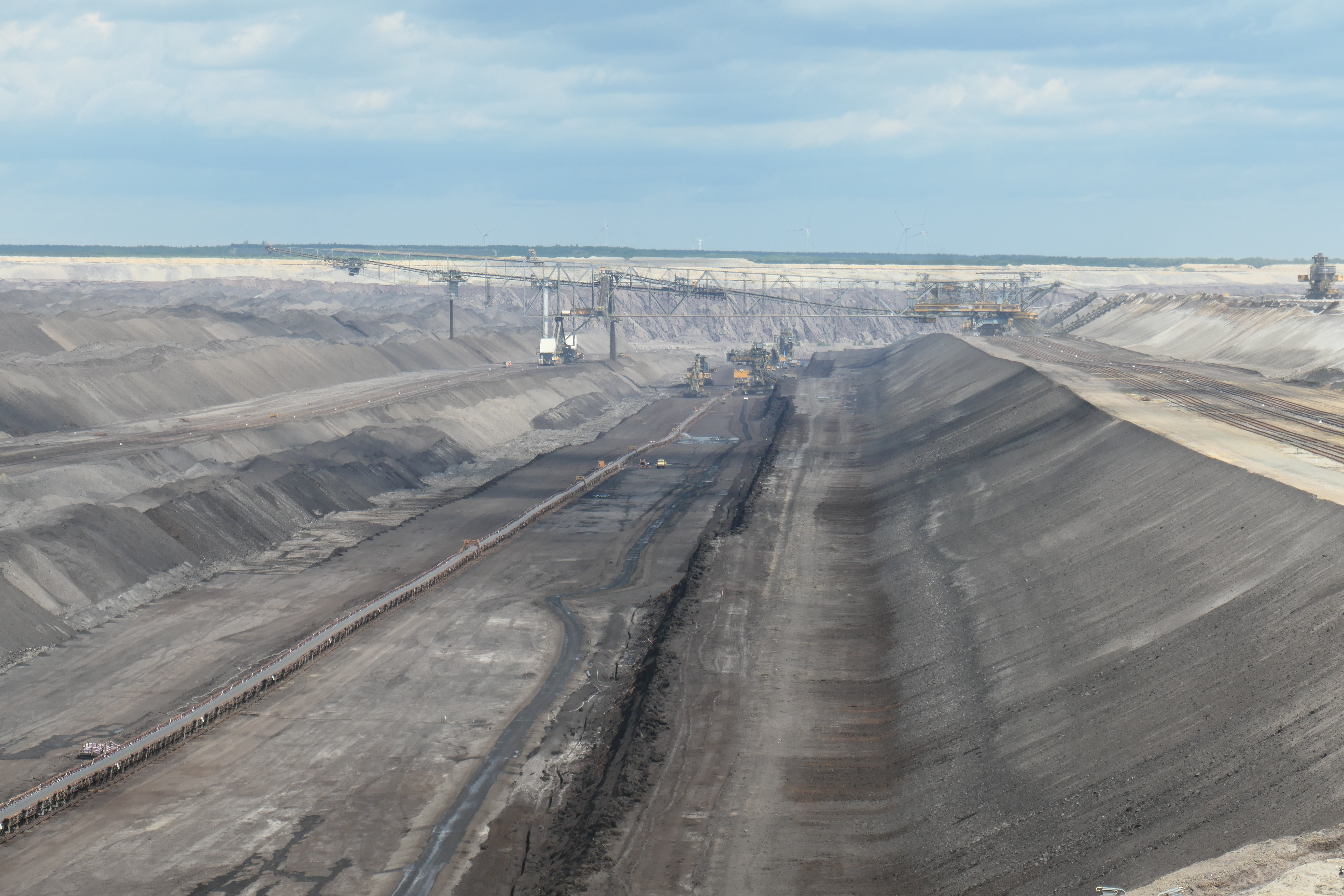
Abraumförderbrücke im Tagebau Welzow-Süd in Betrieb (2025)

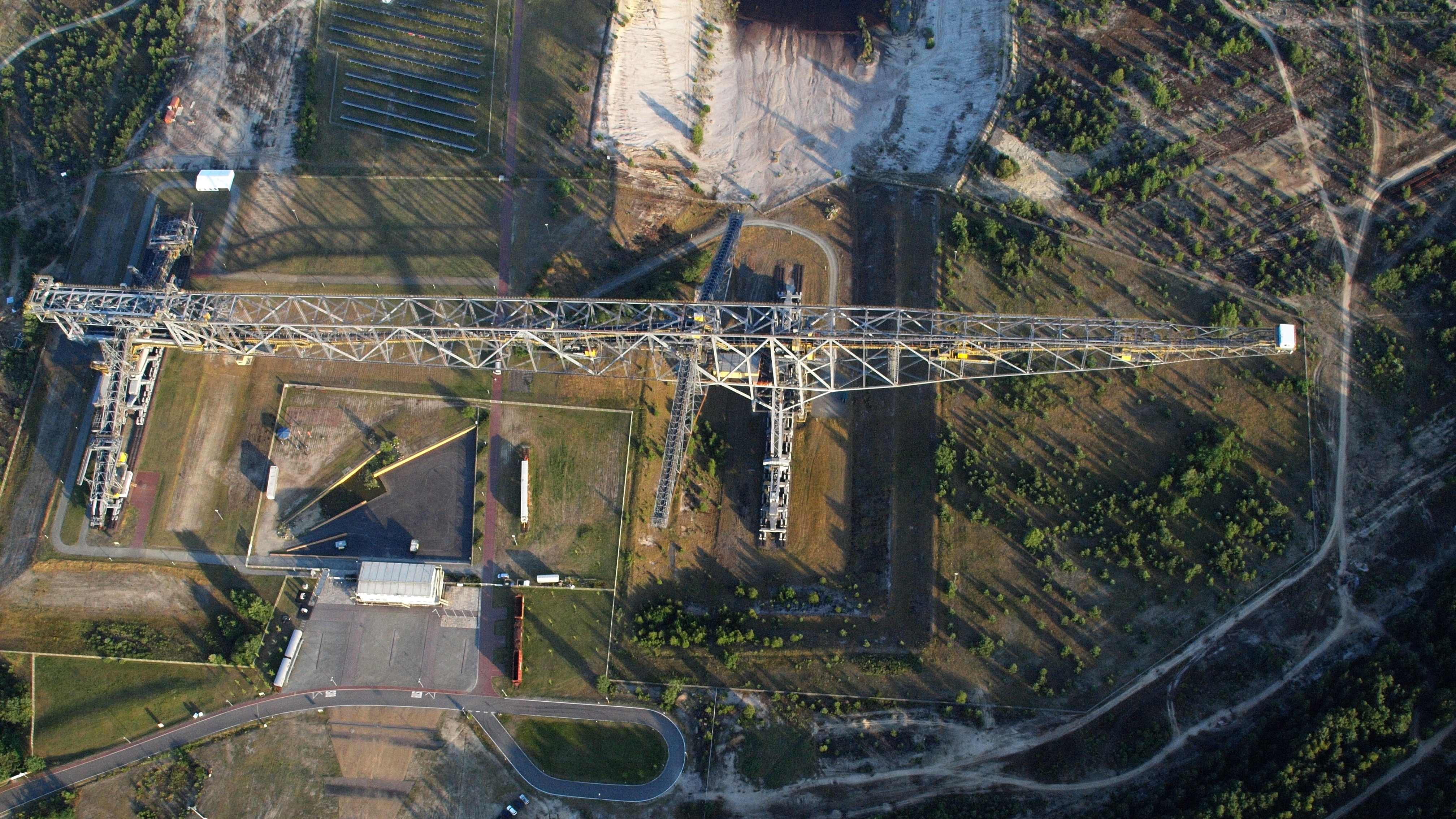
Lichterfeld, F60, Luftaufnahme (2015)

Eine Förderbrücke ist eine technische Vorrichtung im Bergbau. Sie dient dazu, gewonnenes Fördergut über den offenen Tagebau hinwegzubefördern und meist direkt auf eine Abraumhalde zu transportieren („verstürzen“) (sog. „Direktversturzkombination“).

## Aufbau

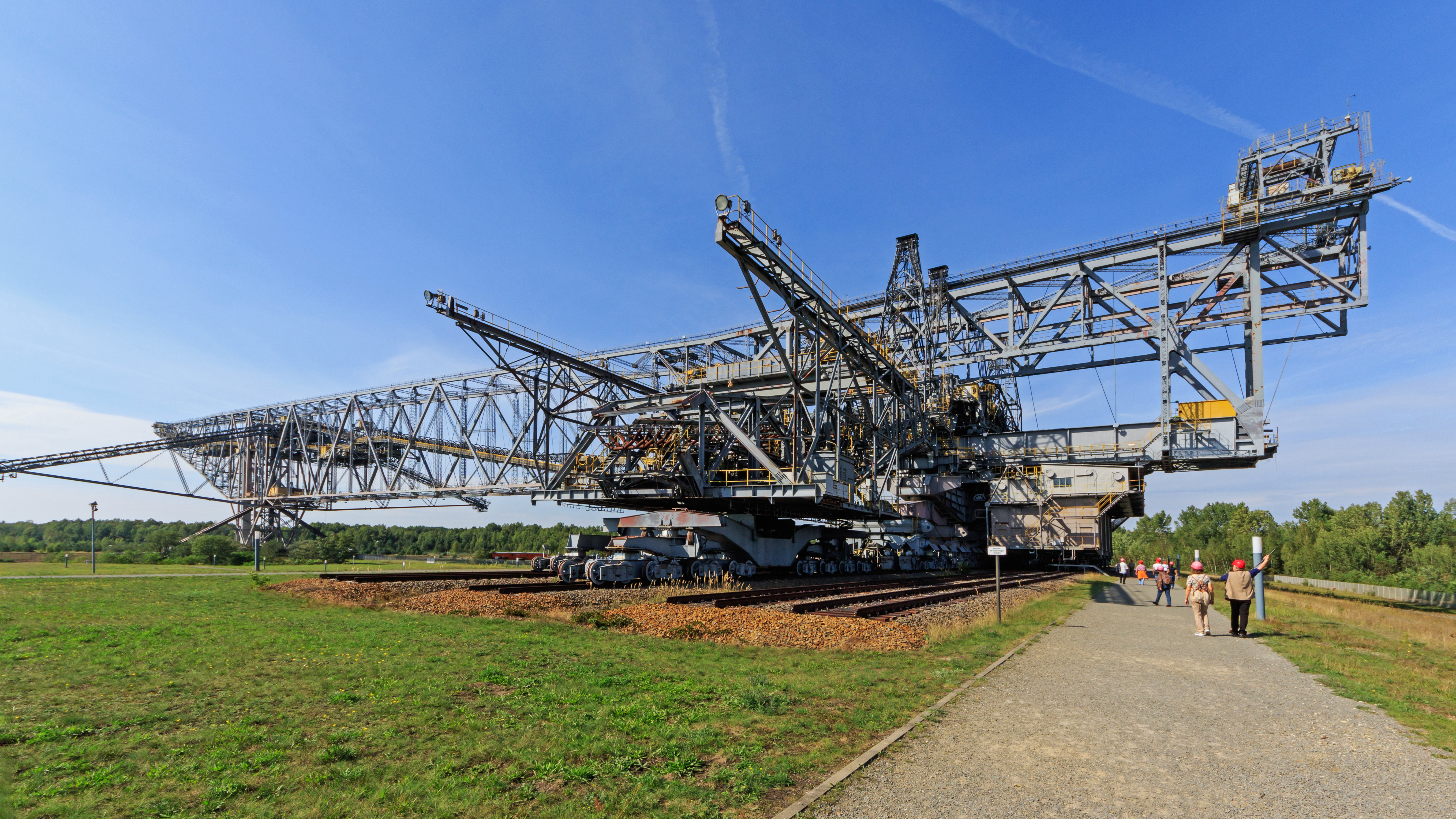
Förderbrücke F60 bei Lichterfeld

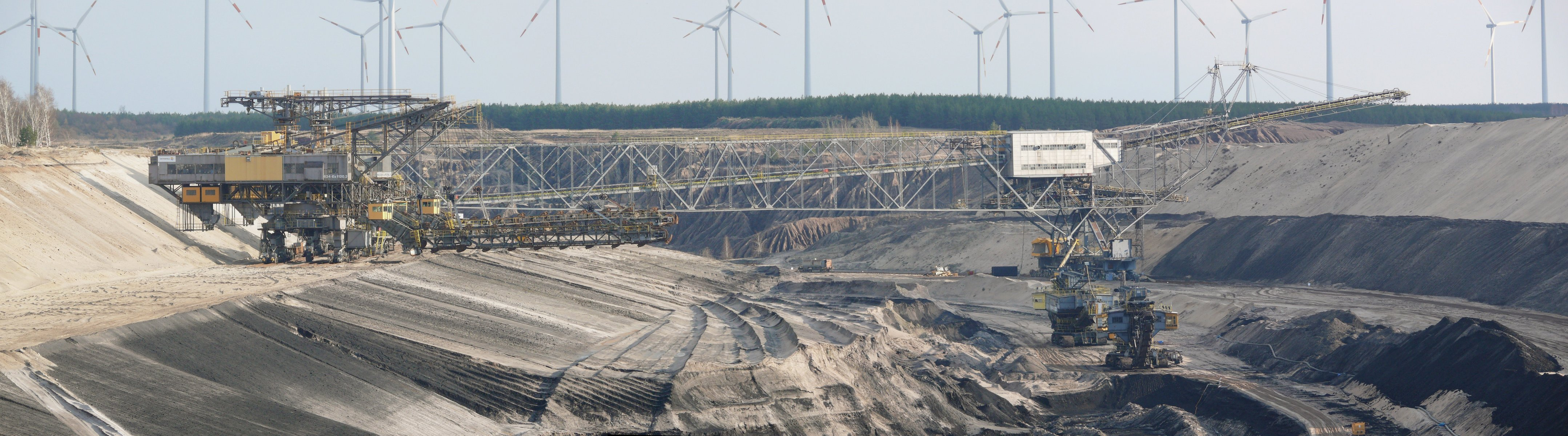
Förderbrücke F34 im Tagebau Cottbus-Nord (Februar 2016)

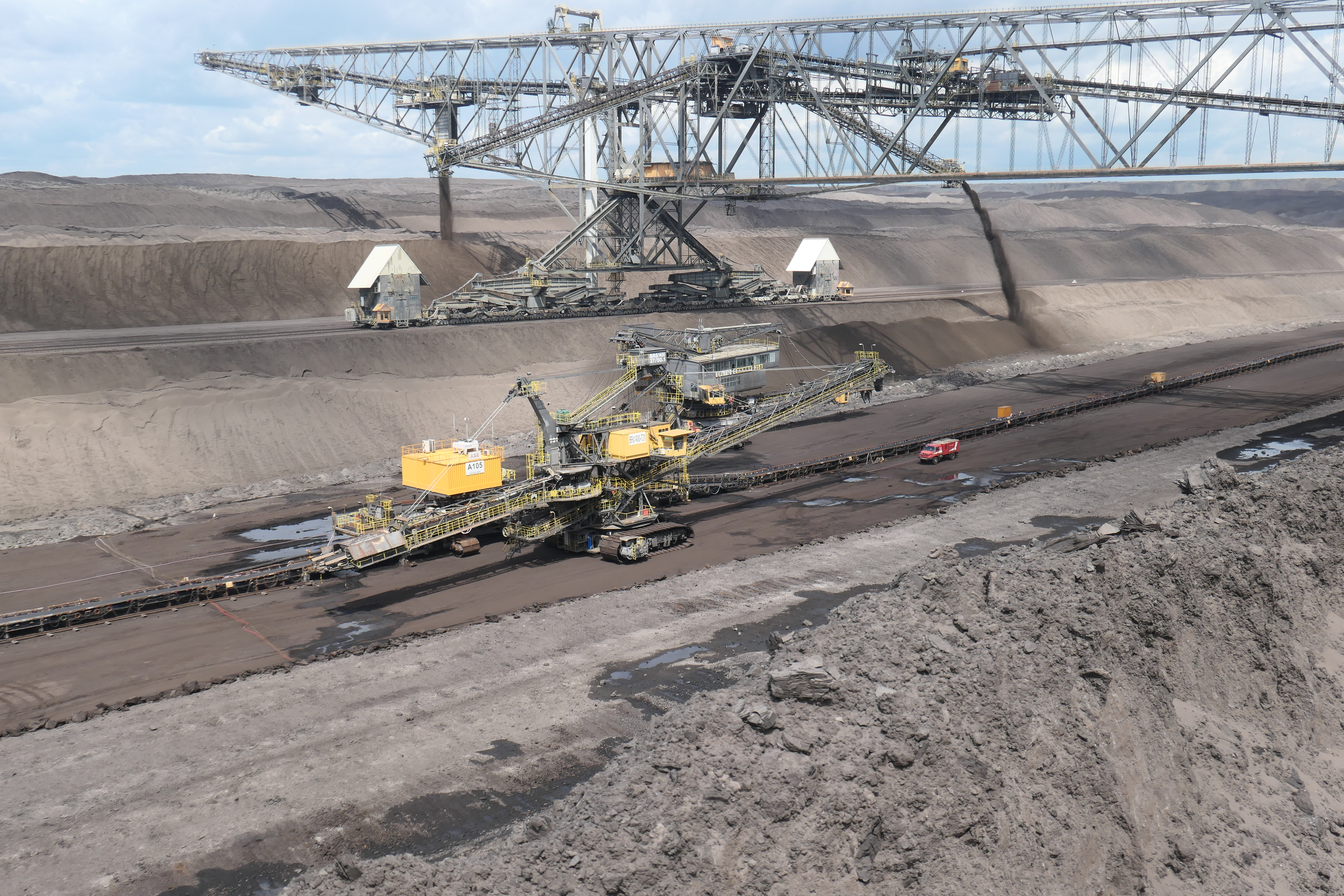
Abraumablagerung einer Abraumförderbrücke auf der Kippe und für die Fahrwerke der Brücke

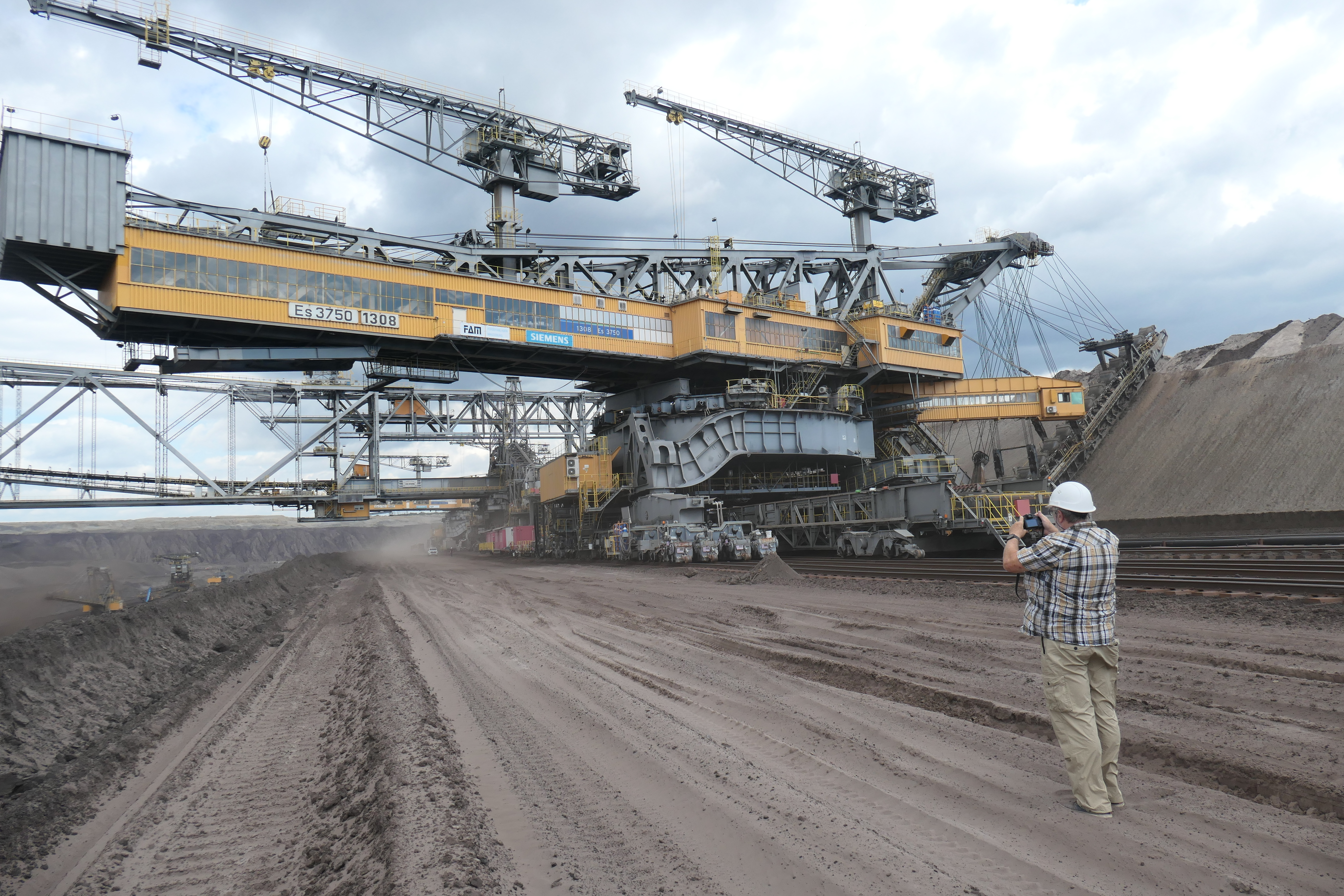
Hochschnitt der Abraumförderbrücke im Tagebau Welzow(2025)

Prinzipiell sind Abraumförderbrücken ein Brückenbauwerk, das zusätzlich ein Fahrwerk in Querrichtung und die Anbaumöglichkeit mehrerer Abbaugeräte sowie die Transportmöglichkeit des die Kohleflözes bedeckenden Abraumes von der Abraum- zur Haldenseite besitzt. Im Braunkohletagebau dienen sie dem Transport und direkten Versturz der gewonnenen Abraummassen auf kürzestem Wege. Sie besitzen Abstützungen auf der Abbau- und der Haldenseite eines Tagebaus. Somit überspannen sie die gesamte Grube einschließlich weiterer Fördergeräte, zum Beispiel die der Kohleförderung. Es hat auch Abraumförderbrücken gegeben, die auf dem Kohleflöz abgestützt waren und symmetrisch aufgebaut waren. Diese Bauweise hatte einen Vorteil der geringeren Rutschungsgefahr. Eine besondere Herausforderung sind die Drehpunkte im Tagebau, weshalb für die Drehstützenlager der Brücke an den Fahrgestellen spezielle Axial-Pendelrollenlager verwendet wurden. Außerdem war und ist die sich ständig ändernden Abbauverhältnisse mit eventueller Rutschungsgefahr jeweils im Auge zu behalten.
Abbauseitig bekommen sie von Baggern den Abraum übergeben, den sie mit einem Förderband über die eigentliche Tagebaugrube hinwegbefördern und haldenseitig verstürzen. Somit entfällt der Transport des Abraums mit Bandstraßen oder Zügen um den Tagebau herum sowie der Versturz mittels Absetzer. Dadurch ist auch der Tagebau an Lagerstätten wirtschaftlich, bei denen im Verhältnis zur geförderten Kohle viel Abraum abgetragen werden muss. An den Abraumförderbrücken sind Eimerkettenbagger der Typen Es 1120, Es 3150 und Es 3750 angeschlossen. Ebenso hat es Abraumförderbrücken gegeben, die sowohl Abraum- als auch Gewinnnungsgut (Kohle oder Ton) abtransportieren konnten.
Die neueren Abraumförderbrücken fahren auf Schienenfahrwerken im Verbund mit den angeschlossenen Baggern parallel zur Abbaukante. Zum Fortschreiten des Tagebaus ist es notwendig, dass die Gleise von speziellen Gleisrückmaschinen weiter in Richtung der Abbaukante verrückt werden. Ältere Abraumförderbrücken fuhren stellenweise auf Raupenfahrwerken.

## Geschichte

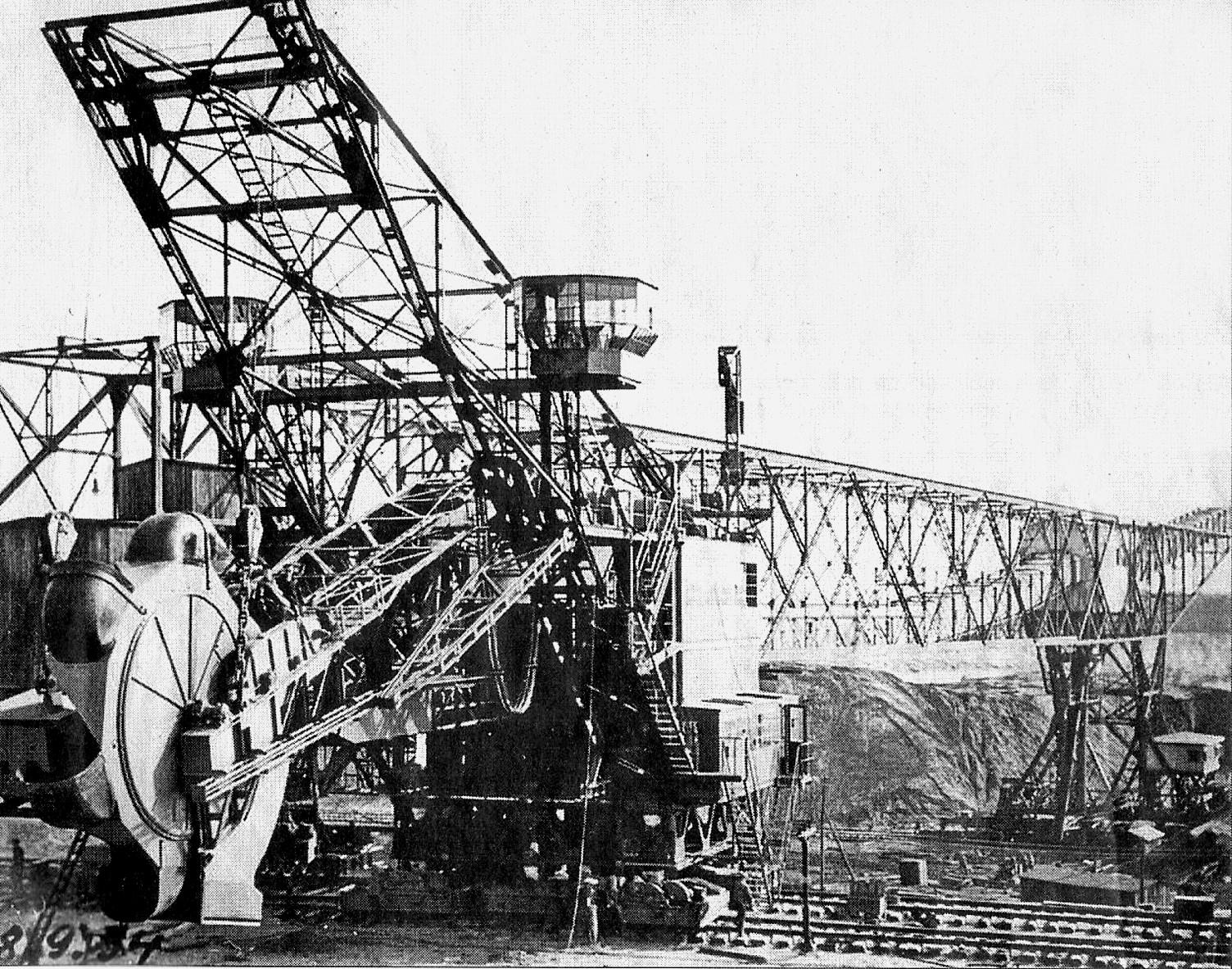
Förderbrücke von Friedrich von Delius

Die erste Förderbrücke der Welt, die nach Plänen des Plessaer Bergwerksdirektors Friedrich von Delius gebaut wurde, wurde 1924 in Plessa in Betrieb genommen. Ihre Entwicklung war erforderlich, weil sich speziell im Lausitzer Braunkohlerevier das Verhältnis Kohle zu bedeckender Abraum kontinuierlich verschlechterte und mit den herkömmlichen Methoden des Bahnbetriebes nicht mehr ökonomisch bewältigt werden konnte. Diese Brücke war von 1924 bis 1958 in Betrieb. Zunächst wurden bis 1955 26 speziell an die jeweiligen Tagebaue angepasste Förderbrücken für das Lausitzer Braunkohlerevier, das Bitterfelder Bergbaurevier, das Mitteldeutsche Braunkohlerevier, das Rheinische Braunkohlerevier und für Frankreich gebaut. Von diesen Brücken gingen sieben nach dem Zweiten Weltkrieg durch Reparationen an die UdSSR verloren, die Mehrzahl aus dem Lausitzer Braunkohlenrevier. Es betraf den Tagebau Werminghoff II, dem heutigen Speicherbecken Lohsa I, den Tagebau Ilse-Ost, den Tagebau Bergwitz, den Tagebau Koyne, den Tagebau Klettwitz, den Tagebau Meurostolln und den Tagebau Scado. Auch kam es beim Aufbau und im Betrieb durch außerordentliche Wettersituationen (Sturm, Bergrutsche) von 1930 bis 1958 zu insgesamt vier Einstürzen von Brücken mit z. T. Totalverlust. Diese Brücken wurden teilweise wieder aufgebaut oder ersetzt. Nach diesen Extremsituationen wurden die Vorschriften zum Betrieb der Brücken verschärft. So gab es schon in den 1930er Jahren Windsensoren, die die Brücke automatisch abschalten konnten. Heute wird der Abraumförderbrückenbetrieb größtenteils vollautomatisch mit einer automatischen Betriebsüberwachung durchgeführt.
Nach einigen Ersatzbauten wurden in der DDR ab 1959 weitestgehend typgleiche Abraumförderbrücken gebaut – die sogenannten Einheitsförderbrücken. Mit den wesentlich höheren Stützweiten wurde besonders die Verwendung höherfester Stähle notwendig. Durch Schweißtechnik konnte bei ihnen das Gewicht reduziert werden. Die größte Abraumförderbrücke der Welt ist die F60. Von diesem Typ existieren im Lausitzer Braunkohlerevier fünf Brücken. Drei davon sind heute in den Tagebauen Nochten, Reichwalde und Welzow-Süd im Einsatz. Der Betrieb im Tagebau Jänschwalde wurde Mitte 2024 stillgelegt. Die fünfte, inzwischen stillgelegte F60 steht als Besucherbergwerk in Lichterfeld. Sie kann von den Besuchern bestiegen werden, hat eine Gesamtlänge von etwa 500 Metern, eine Höhe von 74 Metern und wiegt etwa 13.500 t. Im Verbund mit bis zu drei Eimerkettenbaggern zählt sie zu den größten landbeweglichen Maschinen der Welt.
Weitere Einheitsbaugrößen waren die F 45 und die F 34. Vom Typ F 45 wurden für den Tagebau Meuro und den Tagebau Klettwitz zwei Exemplare gebaut, vom Typ F 34 wurden neun Förderbrücken gebaut. Diese Brücken wurden fast alle wenigstens einmal von einem Tagebau in einen anderen umgesetzt. Die letzte Brücke vom Typ F 34 (Nr. 27) war bis August 2015 im Tagebau Cottbus Nord im Einsatz und wurde am 3. März 2016 gesprengt. Die Baugrößen der F 60, F 45 und F 34 unterscheiden sich hauptsächlich durch die Stützweiten von 272,5, 225 und 180 Metern sowie die vorgesehene Abraumabtragshöhen von 60, 45 oder 34 Metern. Dieser reale Wert hängt von den angeschlossenen Baggern ab.

## Landtransport einer Abraumförderbrücke
Bei den individuell gefertigten Abraumförderbrücken und der Abraumförderbrücke F 34 kam es öfters vor, dass diese mehrere Male in andere Tagebaue umgesetzt werden mussten, weil die Tagebaue an ihr Nutzungsende gelangt waren. Das zeigte zum einen den ökonomischen Wert der Fördergeräte, stellte aber an die verantwortlichen Mitarbeiter eine große Herausforderung dar. Schließlich muss ein etwa 180 m langes Stahlbaugerüst in mehrere Teile zerlegt und anderswo wieder aufgebaut werden. Die Umsetzung einer F34 aus dem Tagebau Sedlitz in den Tagebau Delitzsch-Südwest/Breitenfeld und der anschließende Wiederaufbau hat zwei Jahre benötigt. Zuerst wurde versucht, die im alten Tagebau nicht mehr benötigte Abraumförderbrücke über Quertransport über anschließendes Kippengelände in eine andere zu erschließende Grube zu transportieren. Gelang dies nicht, wurde ein Landtransport auf ausgesuchten Transporttrassen durchgeführt.
Der erste Landtransport eines vollständigen Brückenträgers erfolgte 1944 vom Tagebau Werminghoff zum Tagebau Werminghoff II über eine Entfernung von sechs Kilometern. Zuerst musste eine Rampe aus dem Tagebau heraus mit einer Steigung von 20 ‰ erstellt werden. Statische Voruntersuchungen wegen der Schrägstellung der Brücke von etwa 21° ergaben keine Bedenken gegen den Transport. Dann wurden bewegliche Baugruppen der Brücke ausgebaut, wie die Bagger auf der Förderseite, die Bandantriebe und die Rollenantriebe. Dann wurde die Brücke in Arbeitsstellung die Rampe hochgefahren. Stand sie auf der Rasensohle, mussten die Fahrwerke jeweils um 90° gedreht werden, um einen Längstransport der Brücke durchzuführen. Auf der Transporttrasse wurde der Transport auf jeweils drei Gleisrosten mit einer Länge von 45 Metern, zwei auf der Haltenseite und einer auf der Förderseite, von Dieselschleppern auf der Transportroute jeweils vor die Fahrgestelle der Brücke gelegt und nach dem Überfahren wieder aufgenommen und anschließend wieder vor die Brücke gelegt und montiert. So wurden bei einem 2-schichtigen Betrieb eine Tagesleistung von 270 Metern bewältigt. 23 Arbeitstage waren für den Gesamttransport notwendig.
Nach 1975 wurde mit den neun F 34 diese Landtransporte über größere Transportweiten ausgedehnt. Bis Anfang der 1990er Jahre gab es im Lausitzer Braunkohlerevier entsprechende Haupttransporttrassen, auf denen der Transport von solch großen Geräten bewerkstelligt werden konnte. Diese Routen, die mehrmals die A 13 und die A 15 sowie etliche Eisenbahnstrecken und Landstraßen kreuzten, waren durch die damals noch nicht so hohe Verkehrsdichte und die Tatsache, dass die Eisenbahnstrecken in der Lausitz mit Ausnahme der Grubenbahnstrecken damals noch nicht elektrifiziert waren, festgelegt. Es gab Entfernungen von bis zu 40 Kilometern wie z. B. für einen Transport vom Tagebau Spreetal zum Tagebau Bärwalde zu überwinden. Mit den größeren F 45 waren solche Landtransporte nicht mehr möglich.

## Liste der gefertigen Abraumförderbrücken
| Abraumförderbrücke    | Tagebau                     | Stützweite | Auslegerlänge | Abstand Zubringerförderer | Hersteller                | Inbetriebnahme | Konstruktionsmasse | Fördervolumen in m³/h | Laufwerk       | Anmerkung |
| --------------------- | --------------------------- | ---------- | ------------- | ------------------------- | ------------------------- | -------------- | ------------------ | --------------------- | -------------- | --- |
| AFB Plessa            | Tagebau Agnes Plessa        | 125 m      | 25 m          |                           | ATG                       | 1924           | 580 t              | 600 m³/h              | Schienen       | bis 1958 in Betrieb |
| AFB Bubendorf         | Tagebau Bubendorf Bubendorf | 107 m      | 12 m          |                           | Bleichert                 | 1924           | 192 t              | 450 m³/h              | Schienen       | 15 Monate in Betrieb |
| AFB Bruckdorf         | Tagebau Bruckdorf           | 75 m       | 25 m          | 65 m                      | ATG                       | 1926           | 650 t              | 600 m³/h              | Schienen       | Förderung Ton/Sand Betrieb unbekannt |
| AFB Tröbitz           | Tagebau Tröbitz             | 130 m      | 70 m          |                           | ATG                       | 1927           | 1.230 t            | 1.200 m³/h            | Schienen       | bis 1950 in Betrieb danach demontiert und mit veränderlichen Abmaßen im Tagebau Scado bis 1970 im Einsatz |
| AFB Neurath           | Grube Neurath               | 160 m      | 50 m          |                           | ATG                       | 1927           | 950 t              | 960 m³/h              | Schienen       | bis 1933 in Betrieb |
| AFB Laubusch          | Tagebau Laubusch            | 150 m      | 60 m          |                           | ATG                       | 1928           | 980 t              | 1.080 m³/h            | Schienen       | Zusammenbruch nach Unfall 1933 n. Wiederfaufbau bis 1962 in Betrieb |
| AFB Werminghoff       | Tagebau Werminghoff         | −200 m     | 60 m          |                           | ATG                       | 1929           | 1.650 t            | 1.800 m³/h            | Schienen       | nach Auskohlung Umsetzung n. Tagebau Werminghoff II 1946 Reparationen in UdSSR, dort in Betrieb bis 1985 |
| AFB Friedländer       | Tagebau Schwarzheide        | 150 m      | 125 m         | 90 m                      | Mitteldeutsche Stahlwerke | 1929           | 4.850 t            | 2.400 m³/h            | Schienen       | nach Auskohlung Umsetzung n. Tagebau Klettwitz dort im Betrieb nach Totalhavarie 1958 zerstört |
| AFB Böhlen I          | Tagebau Böhlen              | −200 m     | 95 m          |                           | ATG                       | 1930           | 2.300 t            | 1.500 m³/h            | Schienen       | 1937 bei einem Orkan zerstört |
| AFB Clara             | Tagebau Spreetal            | 160 m      | 20 m          |                           |                           | 1929           | 920 t              | 900 m³/h              | Schienen       | 1950 nach Auskohlung bei Vorbereitungsarbeiten für Landtransport zerstört. mit verwertbaren Teilen Weiterbetrieb im Tagebau Werminghoff II bis 1960. nach weiterer Demontage Weiterbetrieb bis 1973 im Tagebau Burghammer               |
| AFB Golpa             | Tagebau Golpa               | −200 m     | 120 m         |                           | Mitteldeutsche Stahlwerke | 1931           | 4.130 t            | 2.400 m³/h            | Schienen       | bis Mitte 1940er Jahre in Betrieb. Über Weiterbetrieb existieren keine gesicherten Informationen |
| AFB Marie Anne        | Grube Marie-Anne            | 200 m      | 90 m          |                           | Mitteldeutsche Stahlwerke | 1931           | 4.200 t            | 2.700 m³/h            | Schienen       | 1937 acht Monate stillgesetzt wegen Rutschungsgefahr und verstärkt im Betrieb bis 1978 |
| AFB Ilse Ost          | Tagebau Sedlitz             | −190 m     | 140 m         |                           | Mitteldeutsche Stahlwerke | 1932           | 2.750 t            | 2.520 m³/h            | Schienen       | in Betrieb bis 1945, danach Reparationen in die UdSSR dort keine Einsatzbelege |
| AFB Domsdorf          | Tagebau Domsdorf            | 110 m      | 22 m          |                           | Mitteldeutsche Stahlwerke | 1931           | 451 t              | 480 m³/h              | Schienen       | in Betrieb bis 7 Jahre danach Umtransport in benachbarten Tagebau und Betrieb bis 1955 Umtransportierung in Tagebau Grünewalde und Betrieb bis 1962                                                                                     |
| AFB Hostens           | Tagebau Hostens             | 79 m       | 15 m          |                           | unbekannt                 | 1932           | 450 t              | 360 m³/h              | Schienen       | Kohleförderung und Abraumbetrieb mit Brückenbetrieb, Betrieb unbekannt |
| AFB Bergwitz          | Tagebau Bergwitz            | −190 m     | 80 m          |                           | ATG                       | 1932           | 2.300 t            | 1.500 m³/h            | Schienen       | in Betrieb bis 1946, danach Reparationen in die damalige UdSSR dort in Betrieb bis 2000 |
| AFB Zukunft           | Tagebau Zukunft             | 63 m       | 77 m          |                           | ATG                       | 1932           | 320 t              | 1.080 m³/h            | Schienen       | in Betrieb bis 1942 |
| AFB Koyne             | Tagebau Koyne               | −105 m     | 115 m         |                           | Mitteldeutsche Stahlwerke | 1933           | 1.850 t            | 2.160 m³/h            | Schienen       | in Betrieb bis 1945, danach Reparationen in damalige UdSSR dort Einsatzbelege bis 1959 |
| AFB Hürtherberg       | Tagebau Hürtherberg         | 75 m       | 55 m          |                           | ATG                       | 1934           | 600 t              | 480 m³/h              | Raupenfahrwerk | in Betrieb bis 1959 |
| AFB Wildgrube         | Tagebau Wildgrube           | 27 m       | 100 m         |                           | Mitteldeutsche Stahlwerke | 1935           | 550 t              | 1.000 m³/h            | Raupenfahrwerk | in Betrieb bis 1951, danach nach Tröbitz umgesetzt, ab 1958 Einsatz im Tagebau Klettwitz bis 1963 |
| AFB Anna Süd          | Tagebau Anna-Süd            | 25 m       | 90 m          | 130 m                     | Mitteldeutsche Stahlwerke | 1939           | 1.800 t            | 1.200 m³/h            | Raupenfahrwerk | in Betrieb bis 1945, danach Reparationen in die damalige UdSSR dort Einsatzbelege bis 1997 |
| AFB Böhlen II         | Tagebau Böhlen              | −190 m     | 110 m         | 160 m                     | Mitteldeutsche Stahlwerke | 1939           | 6.200 t            | 2.250 m³/h            | Schienen       | Ersatz für AFB BöhlenI, in Betrieb bis 1998, danach Bestrebungen zum Erhalt als Museum, 2001 gesprengt |
| AFB Meurostolln       | Tagebau Meurostolln         | 45 m       | 170 m         | 120 m                     | Mitteldeutsche Stahlwerke | 1942           | 7.600 t            | 2.100 m³/h            | Raupenfahrwerk | in Betrieb bis 1947, danach Reparationen in die damalige UdSSR dort Einsatzbelege nicht zweifelsfrei vorhanden |
| AFB Scado             | Tagebau Scado               | −173 m     | 130 m         |                           | Mitteldeutsche Stahlwerke | 1944           | 3.700 t            | 3.600 m³/h            | Schienen       | in Betrieb bis 1946, danach Reparationen in die damalige UdSSR dort Einsatz bis 1999 |
| AFB Espenhain         | Tagebau Espenhain           | −250 m     | 170 m         | −102 m                    | Mitteldeutsche Stahlwerke | 1944           | 9.740 t            | 4.990 m³/h            | Schienen       | in Betrieb bis 1994 |
| AFB Niemtsch          | Tagebau Niemtsch            | 25 m       | 105 m         | 120 m                     | TAKRAF                    | 1949           | 2.670 t            | 3.000 m³/h            | Raupenfahrwerk | in Betrieb bis 1966 |
| AFB Scado III         | Tagebau Scado               | 150 m      | 69 m          |                           | TAKRAF                    | 1955           | 1.450 t            | 3.500 m³/h            | Schienen       | letzte individuell gefertigte AFB, in Betrieb bis 1977, danach in Baugruppen zum Tagebau Profen umgesetzt und Einsatz dort bis 1990 |
| AFB Lohsa I           | Tagebau Lohsa               | 180 m      | 75 m          |                           | TAKRAF                    | 1959           | 2.650 t            | 5.900 m³/h            | Schienen       | im Betrieb bis 1975, danach Landtransport zum Tagebau Bärwalde und dort Betrieb bis 1991 |
| AFB Spreetal          | Tagebau Spreetal            | 180 m      | 75 m          |                           | TAKRAF                    | 1959           | 2.650 t            | 5.900 m³/h            | Schienen       | im Betrieb bis 1980, danach Landtransport zum Tagebau Bärwalde und dort Betrieb bis 1991 |
| AFB Lohsa II          | Tagebau Lohsa               | 180 m      | 75 m          |                           | TAKRAF                    | 1960           | 2.650 t            | 5.900 m³/h            | Schienen       | im Betrieb bis 1984, danach Landtransport zum Tagebau Seese-Ost und dort Betrieb bis 1997 |
| AFB Sedlitz           | Tagebau Sedlitz             | 180 m      | 75 m          |                           | TAKRAF                    | 1960           | 2.650 t            | 5.900 m³/h            | Schienen       | im Betrieb bis 1978, danach Transport in Baugruppen zum Tagebau Delitzsch-Südwest und dort Betrieb bis 1996 |
| AFB SchlabendorfI     | Tagebau Schlabendorf-Nord   | 180 m      | 75 m          |                           | TAKRAF                    | 1962           | 2.650 t            | 5.900 m³/h            | Schienen       | im Betrieb bis 1977, danach Transport in Querfahrweise zum Tagebau Schlabendorf-Süd, dort Betrieb bis 1987, danach Umsetzung in Querfahrweise in Tagebau Seese-Ost, dort in Betrieb bis 1992                                            |
| AFB Schlabendorf Nord | Tagebau Schlabendorf-Nord   | 180 m      | 75 m          |                           | TAKRAF                    | 1962           | 2.650 t            | 5.900 m³/h            | Schienen       | im Betrieb bis 1970, danach Transport in Baugruppen zum Tagebau Profen, dort Betrieb bis 1990 |
| AFB Spreetal II       | Tagebau Spreetal            | 180 m      | 75 m          |                           | TAKRAF                    | 1963           | 2.650 t            | 5.900 m³/h            | Schienen       | im Betrieb bis 1983, danach Transport in Baugruppen zum Tagebau Cottbus-Nord, dort Betrieb bis 1993 |
| AFB Seese West I      | Tagebau Seese-West          | 180 m      | 75 m          |                           | TAKRAF                    | 1964           | 2.600 t            | 5.900 m³/h            | Schienen       | im Betrieb bis 1978, danach Transport in Baugruppen zum Tagebau Cottbus-Nord, dort Vergrößerung der Stützweite auf 200 m und Betrieb bis 2015                                                                                           |
| AFB Seese West II     | Tagebau Seese-West          | 180 m      | 75 m          |                           | TAKRAF                    | 1964           | 2.618 t            | 5.900 m³/h            | Schienen       | im Betrieb bis 1977, danach Transport in Querfahrweise zum Tagebau Schlabendorf-Süd, dort in Betrieb bis 1990 |
| AFB Klettwitz         | Tagebau Klettwitz           | 225 m      | 125 m         |                           | TAKRAF                    | 1962           | 5.600 t            | 7.600 m³/h            | Schienen       | im Betrieb bis 1991 |
| AFB Meuro             | Tagebau Meuro               | 225 m      | 125 m         |                           | TAKRAF                    | 1965           | 5.600 t            | 7.600 m³/h            | Schienen       | im Betrieb bis 1999 |
| AFB Welzow Süd        | Tagebau Welzow-Süd          | 272,5 m    | 191,5 m       | 164 m                     | TAKRAF                    | 1972           | 13.800 t           | 25.600 m³/h           | Schienen       | |
| AFB Nochten           | Tagebau Nochten             | 272,5 m    | 191,5 m       | 164 m                     | TAKRAF                    | 1974           | 14.515 t           | 25.600 m³/h           | Schienen       | |
| AFB Jänschwalde       | Tagebau Jänschwalde         | 272,5 m    | 191,5 m       | 172,5 m                   | TAKRAF                    | 1978           | 17.800 t           | 36.000 m³/h           | Schienen       | endgültige Stillsetzung 25.04.2024 |
| AFB Reichwalde        | Tagebau Reichwalde          | 272,5 m    | 190 m         |                           | TAKRAF                    | 1978           | 13.620 t           | 39.000 m³/h           | Schienen       | betrieben vorerst bis 1999, Wiederaufnahme 2010 |
| AFB Klettwitz-Nord    | Tagebau Klettwitz-Nord      | 272,5 m    | 190 m         |                           | TAKRAF                    | 1991           | 13.500 t           | 36.000 m³/h           | Schienen       | betrieben lediglich 7 Monate wegen drastischen Rückgang an Braunkohlenbedarf, im Jahr 2000 Überführung der Brücke aus Tagebaugebiet auf ehemaligen Montageplatz über 400 Metern und Aufbau als Besucherbergwerk Abraumförderbrücke F60. |
| Quelle:               |                             |            |               |                           |                           |                |                    |                       |                | |